# Rhyacia musculus
Rhyacia musculus är en fjärilsart som beskrevs av Otto Staudinger 1889. Rhyacia musculus ingår i släktet Rhyacia och familjen nattflyn. Inga underarter finns listade.